# Sina Ataeian Dena
Sina Ataeian Dena (nacido en 1983 en Ahvaz, Irán) es un director de cine, guionista, productor de cine y artista iraní-alemán.

## Cineasta
Sina Ataeian Dena estudió dirección de cine en Sooreh University of Art en Teherán. Su cortometraje de animación "Especially Music" ganó la competencia internacional del Tehran International Short Film Festival en 2009.  Posteriormente, Sina Ataeian Dena realizó su primer largometraje Paradise (título original: Ma dar behesht ). Fue responsable de escribir, dirigir y producir la película junto a su socio de producción Yousef Panahi. El rodaje tardó tres años en completarse, ya que la película no recibió permiso oficial de filmación ni financiamiento gubernamental en Irán. Paradise, un drama sobre la violencia subliminal, se centra en la vida de una joven en el Teherán actual que trabaja como profesora en una escuela de niñas en los suburbios. Paradise tuvo su estreno mundial en 2015 en la competición principal del 68º Festival International de Cine de Locarno.  Fue nominado al Golden Leopard y recibió el Prize of the Ecumenical Jury y el Swatch Art Peace Hotel Award.  Posteriormente, Paradise se proyectó en numerosos festivales internacionales de cine y ganó más nominaciones y premios. En el 15º Festival Internacional de Cine de Marrakech, el presidente del jurado, Francis Ford Coppola, entregó a Sina Ataeian Dena el Special Jury Award por Paradise .  
Snoeck Publishing publicó Paradise Handbook en 2018, que describe las estrategias subversivas utilizadas en la película para eludir las restricciones del régimen represivo.
En 2023, Dena fue productor y asesor dramatúrgico del drama social iraní Critical Zone dirigido por Ali Ahmadzadeh. Ambas fueron galardonados con el Leopardo de Oro a la mejor película en el Festival de Cine de Locarno. Ataeian Dena tuvo que aceptar el premio solo, ya que a Ahmadzadeh se le impidió entrar en el espacio Schengen. En su discurso, Ataeian Dena habló sobre el papel central que juegan los artistas en los sistemas represivos y pidió solidaridad y libertad de expresión. El discurso tuvo una amplia repercusión. La película ganó más premios,  por ejemplo en el Festival Internacional de Cine de Haifa y en el Batumi International Art-House Film Festival.
Ataeian Dena fue productor asociado y asesor dramatúrgico del documental de Steffi Niederzoll, Seven Winters in Tehran, sobre la vida de Reyhaneh Jabbari y su lucha por los derechos de las mujeres. La película ganó numerosos premios, incluidos el Compass Perspective Award y el Peace Film Award en la Berlinale 2023, el F:act Award en su estreno internacional en CPH:DOX y el Bavarian Film Award 2024.
Es coautor, junto con Kia Ataiean Dena, de la nueva película de Henner Winckler Science of happiness. Su último trabajo Wolves como guionista y director es el primer proyecto de serie animada del Mercado de Coproducción de la Berlinale. Es cofundador de la productora cinematográfica Counterintuitive Film. 
Da clases en la Deutsche Film- und Fernsehakademie (DFFB, Academia Alemana de Cine y Televisión) y en la Universidad de las Artes de Berlín ( UdK ). Además, imparte seminarios sobre escritura creativa, dirección, dramaturgia y performance, así como técnicas de animación generadas por computadora.

## Artista
En 2018, Ataeian Dena exhibió fotografías y la instalación de video "Altering Realities" en la exposición "Hidden Secret" junto con obras de los artistas Francis Alys y !Mediengruppe Bitnik en la galería de arte contemporáneo Villa Merkel, Alemania.  La instalación de video "Home" fue presentada por Ataeian Dena en 2018 como parte de la muestra "Studio Bosporus" en el museo para el Presente Hamburger Bahnhof, Berlín. 
En 2016, 2017 y 2018, Sina Ataeian Dena recibió becas del Goethe-Institut para la residencia artística Kulturakademie Tarabya en Estambul. En 2018/2019 fue becario en la residencia artística Swatch Art Peace Hotel en Shanghái. Actualmente vive en Berlín.
Es cofundador del colectivo de performance público Exhilium, fundado en 2020 y que estuvo representado en el Karneval der Kulturen de Berlín en 2023, entre otros eventos.
Sus provocativas obras de arte sobre los desastres ambientales en su ciudad natal de Ahvaz y otros lugares del mundo han llamado la atención. Su videoarte, pinturas y fotografías se han exhibido en reconocidos museos de arte contemporáneo como la Staatliche Kunsthalle Baden-Baden y Künstlerhaus Bethanien, así como en galerías de arte como SOMA Gallery Berlin .

## Filmografía (selección)

### Director, guionista y productor
- 2015: Paradise
- 2013: Wind in the Alley (Videoarte)
- 2013: Homo (Videoarte)
- 2006: Third Gender (Documental)
- 2004: Freak out (Videoarte)

### Director y guionista
- 2012: Arghaj (Documental)
- 2010: Life Tuning (Documental)
- 2009: Especially Music (Animación, Cortometraje)
- 2009: Yar-e-dar (Cortometraje con animación)

### Asesor dramatúrgico y productor
- 2023: Critical Zone
- 2023: Seven Winters in Tehran